# Premiers Symptômes
Premiers Symptômes är en samlingsskiva med det franska bandet Airs singlar utgivna mellan 1995 och 1997.

## Låtlista
1. "Modular Mix" – 5:59
2. "Casanova 70"  – 5:53
3. "Les Professionnels" – 4:32
4. "J'ai dormi sous l'eau" – 5:42
5. "Le soleil est près de moi" – 4:52

Bonusspår på 1999 års utgåva
1. "Californie" – 2:27
2. "Gordini Mix" (Brakes On mix) – 4:22
  - Remix av Alex Gophers "Gordini Mix"